# Reipertswiller
 Reipertswiller (en alsacià Ripertswiller) és un municipi francès, situat a la regió del Gran Est, al departament del Baix Rin. L'any 1999 tenia 961 habitants. Limita al nord amb Mouterhouse, al nord-est amb Baerenthal, al sud-est amb Lichtenberg, al sud-oest amb Wimmenau i al nord-oest amb Goetzenbruck.
Forma part del cantó d'Ingwiller, del districte de Saverne i de la Comunitat de comunes de Hanau-La Petite Pierre.

## Demografia
| 1962 | 1968 | 1975 | 1982 | 1990 | 1999 |
| ---- | ---- | ---- | ---- | ---- | ---- |
| 786  | 861  | 878  | 895  | 946  | 933  |

## Administració
| Període | Identitat   | Partit |
| ------- | ----------- | ------ |
| 2001-   | Eric Riffel |        |